# 瓜亞基爾灣 (南極洲)

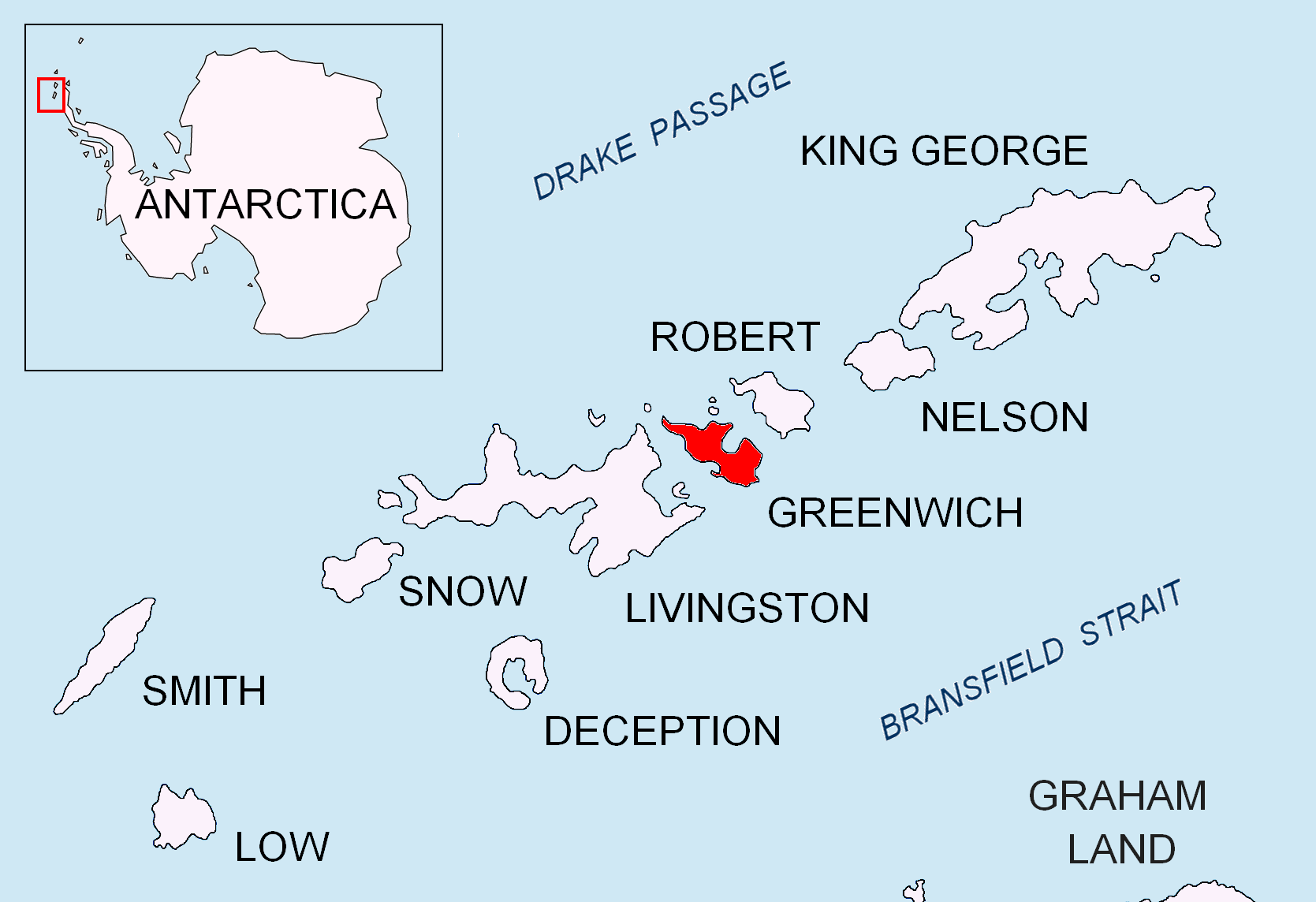

瓜亞基爾灣是南極洲的海灣，位於南設得蘭群島中格林尼治島北岸，處於阿圭多角和奧里恩角之間，寬2.59公里，以厄瓜多爾的城市命名。
62°26′54.8″S 59°46′01.4″W / 62.448556°S 59.767056°W

## 外部連結
- SCAR Composite Antarctic Gazetteer（页面存档备份，存于）.